# Orenburger Schal
Orenburger Schals (russisch Оренбургский пуховый платок/Orenburgskij puchowyj platok; wörtlich: Orenburger Daunentuch) und Kopftücher sind aus Ziegenwolle gestrickte Kleidungsstücke des russischen regionalen Kunsthandwerks. Das Besondere an ihnen ist, dass sie aus handgesponnenem Ziegen-Winterhaar gefertigt werden, das den Tieren herausgekämmt wird; meist sind sie handgestrickt. Orenburger Schals sind warm, leicht, weich und flauschig. Sie sind wegen ihrer feinen Qualität ein in Russland sehr bekanntes Symbol der russischen Volkskunst – so wie beispielsweise Matroschkas, Chochloma, Samoware aus Tula, Keramik aus Gschel oder Lackminiaturen aus Palech.
Diese großen nach „Orenburger Art“ gestrickten Tücher werden traditionell in der russischen Stadt Orenburg hergestellt und je nach Machart und Größe als Schal, Kopftuch, Poncho oder über die Schulter geworfene Stola getragen.

## Geschichte
1743 wurde die Festung und die Stadt Orenburg gegründet. Die Orenburger Kosaken siedelten sich seit 1574 in dieser Region am Ural an. Die Kosaken übernahmen von der alteingesessenen Bevölkerung die Kunst der Strickerei mit Ziegenwolle, um sich gegen das raue Klima zu schützen. Die Fertigung der Orenburger Schals und Kopftüchern wurde ein beliebtes Handwerk unter den Kosakenfrauen.
Die Anfänge der Orenburger Strickerei lassen sich in Orenburg 250 Jahre zurückverfolgen, bis in das 18. Jahrhundert. Als Erster hat sich Pjotr Iwanowitsch Rytschkow (russ. Пётр Иванович Рычков; * 1712; † 1777), ein russischer Geograf und Heimatkundler der Region Orenburg, 1766 in seiner Arbeit Die Erfahrung mit Ziegenwolle (russ. „Опыт о козьей шерсти“) dafür ausgesprochen, in der Region Orenburg eine Strickindustrie aufzubauen. Später hat das Akademiemitglied Pjotr Petrowitsch Pekarskij (russ. Пётр Петрович Пекарский; * 1828; † 1872) über das Leben von Rytschkow geschrieben und ihn als Begründer dieses Handwerks in Orenburg bezeichnet, das dort viele Menschen ernährt.
Nach der Sitzung der Freien Ökonomischen Gesellschaft (russ. Вольное экономическое общество) (1765 bis 1918) am 20. Januar 1770 wurden die Orenburger Schals weit über die Grenzen von Orenburg bekannt. Auf dieser Sitzung wurde Pjotr Rytschkow „als Dankeszeichen für seine Anstrengungen für die Tuchherstellung aus Ziegenhaar“ mit einer Goldmedaille ausgezeichnet.
Weil die kunstvollsten Schals mit dieser Stricktechnik aus Orenburg stammten und da die besten Stickermeister in der Stadt Orenburg lebten, wurden allmählich alle in dieser Stricktechnik gefertigten Schals als Orenburger Schal bezeichnet. Im alten Russland kauften die wohlhabenden Leute für ihre Frauen Schals aus Orenburg, da sie sehr gut gegen die große Kälte in Russland schützten. Durch ihre flauschige Konsistenz waren sie angenehm zu tragen und hielten sehr warm.
Auf der Pariser Weltausstellung 1855 wurden die Orenburger Schals erstmals international ausgestellt. Auf der Londoner Weltausstellung 1862 erhielt die Strickerin M. Uskowa, eine Kosakenfrau, eine Medaille für ihre Schals aus Ziegenflaum verliehen.
Den Höhepunkt ihrer Popularität hatten die Orenburger Schals gegen Ende des Russischen Imperiums (1917). Zu dieser Zeit begann man auch in Großbritannien, ähnliche Schals „nach Orenburger Art“ zu fertigen.

## Orenburger Ziege
Die Wolle für die Orenburger Schals wird von der Orenburger Ziege gewonnen, einer speziell dafür gezüchteten Ziegenrasse (Wollziege). Die Flaumhaare der Orenburger Ziege sind weltweit die dünnsten. Sie haben eine Dicke von 16 bis 18 Mikrometer, während die Angoraziege – ebenfalls eine Wollziege – Flaumhaare mit einer Dicke von 22 bis 24 Mikrometern hat. Deshalb sind Strickerzeugnisse aus Orenburger Ziegenwolle besonders zart und weich. Der stark wärmende Fellwuchs der Ziegenrasse wurde durch die trockenen frostigen Winter der Region geprägt, die von Schneestürmen (Orenburger Buran) begleitet werden, und auch von der Pflanzennahrung der Bergsteppe des Urals. Die Ziegenwolle ist haltbarer als Schafwolle. Die Region um Orenburg ist schon lange für ihre extensive Ziegenhaltung bekannt.
Die Orenburger Ziege gedeiht nur in der Region Orenburg. Versuche der Franzosen im 19. Jahrhundert, sie in Frankreich zu halten, also außerhalb der Powolschje-Region, aus der sie stammen, blieben erfolglos. Sie verloren in Frankreich sehr schnell ihre begehrten Flaumhaare und bekamen ein ganz gewöhnliches dickes Fell. Im 18. und 19. Jahrhundert exportierte Russland Zehntausende von Kilogramm an Ziegenflaum nach Westeuropa. Auch gegenwärtig werden beträchtliche Mengen Ziegenflaum aus Orenburg nach Westeuropa exportiert.

## Macharten
Es gibt verschiedene Arten von Orenburger Schals:
- einfache Schals – meist grau, selten weiß, dicke warme Tücher. Mit der Herstellung von Schals begann die Geschichte des Orenburger Strickwaren-Handwerks. Diese Schals sind die wärmste Art der Orenburger Strickwaren, sie werden als Alltagsbekleidung getragen.
- Schultertücher – Ajour-Strickerei aus sehr fein gesponnener Ziegenwolle mit Seide (seltener aus Viskose- oder Baumwollfaser; das Garn enthält meist 2/3 Ziegenflaum und 1/3 Seide). Solche Stücke werden nicht als Alltagsbekleidung getragen, sondern als Accessoire für feierliche Anlässe. Sie haben wesentlich kompliziertere Muster als die einfachen Schals. Gewöhnlich wird eine reinere und weichere Ziegenwolle verwendet, weshalb solche Stücke zusätzlich noch teurer sind.
- Stola – dünner Schal oder Überwurf, nach ähnlicher Machart wie die Schultertücher.

Die Lochmuster der Tücher bestehen aus relativ wenigen Grundelementen, die zu größeren geometrischen Mustern arrangiert werden, häufig mit rautenförmigen Medaillons im Mittelteil und umlaufend gestrickter Spitzenkante.
In der Orenburger Region werden Tücher auch maschinell gestrickt. Diese Tücher sind nicht so teuer, sie sind auch gröber. Solche maschinell gefertigten Tücher ähneln in ihrer Konsistenz einem sehr weichen Fell. Teilweise wird auch das Mittelteil gezielt auf der Maschine gestrickt, da es dann gleichmäßiger ausfällt, als wenn es handgestrickt ist.
Ob ein Orenburger Tuch besonders dünn gearbeitet wurde, kann man mit zwei einfachen Tests überprüfen:
1. Lässt es sich durch einen Fingerring ziehen?
2. Ist es zusammengeknüllt nicht größer als ein Gänseei?
Die Strickerinnen spinnen ihre Wolle selber. Gute Orenburger Schals werden aus gezwirntem Garn hergestellt. Dazu fertigt die Strickerin zuerst einen festen Faden aus Ziegenflaum und zwirnt ihn danach auf einen Seidenfaden oder Baumwollfaden. Solch ein fertiges Tuch – Schultertuch oder Stola – sieht anfänglich nicht flauschig aus. Erst mit der Zeit, wenn das Tuch getragen wird, bekommt es seine flauschige Konsistenz. Ein solches Tuch hält sehr lange.
Eine geschickte Strickerin kann im Monat zwei Tücher mittlerer Größe stricken oder drei Stolen. Für große Schultertücher oder Stolen mit komplizierten Mustern benötigt sie einen Monat oder mehr.
Die größte Sammlung Orenburger Schals ist im Museum zur Geschichte der Orenburger Tücher zu sehen, einer Filiale des Orenburger Museums für Bildende Kunst.